# 賈斯珀鎮區 (愛荷華州卡洛爾縣)
賈斯珀鎮區（英語：Jasper Township）是位於美國愛荷華州卡洛爾縣的一個行政鎮區。

## 地方資料
根據2010年美國人口普查的數據，賈斯珀鎮區的面積為92.06平方千米，當中陸地面積為90.53平方千米，而水域面積為1.53平方千米。當地共有人口358人，而人口密度為每平方千米3.89人。